# 紅絲帶中心
紅絲帶中心（英語：Red Ribbon Centre），是香港衛生署轄下的愛滋病教育及研究資源中心，於1996年開始運作，成為愛滋病服務推廣、預防及教育的基地，地址位於香港九龍橫頭磡聯合道東200號橫頭磡賽馬會診所2樓（鄰近樂富港鐵站）。

## 歷史

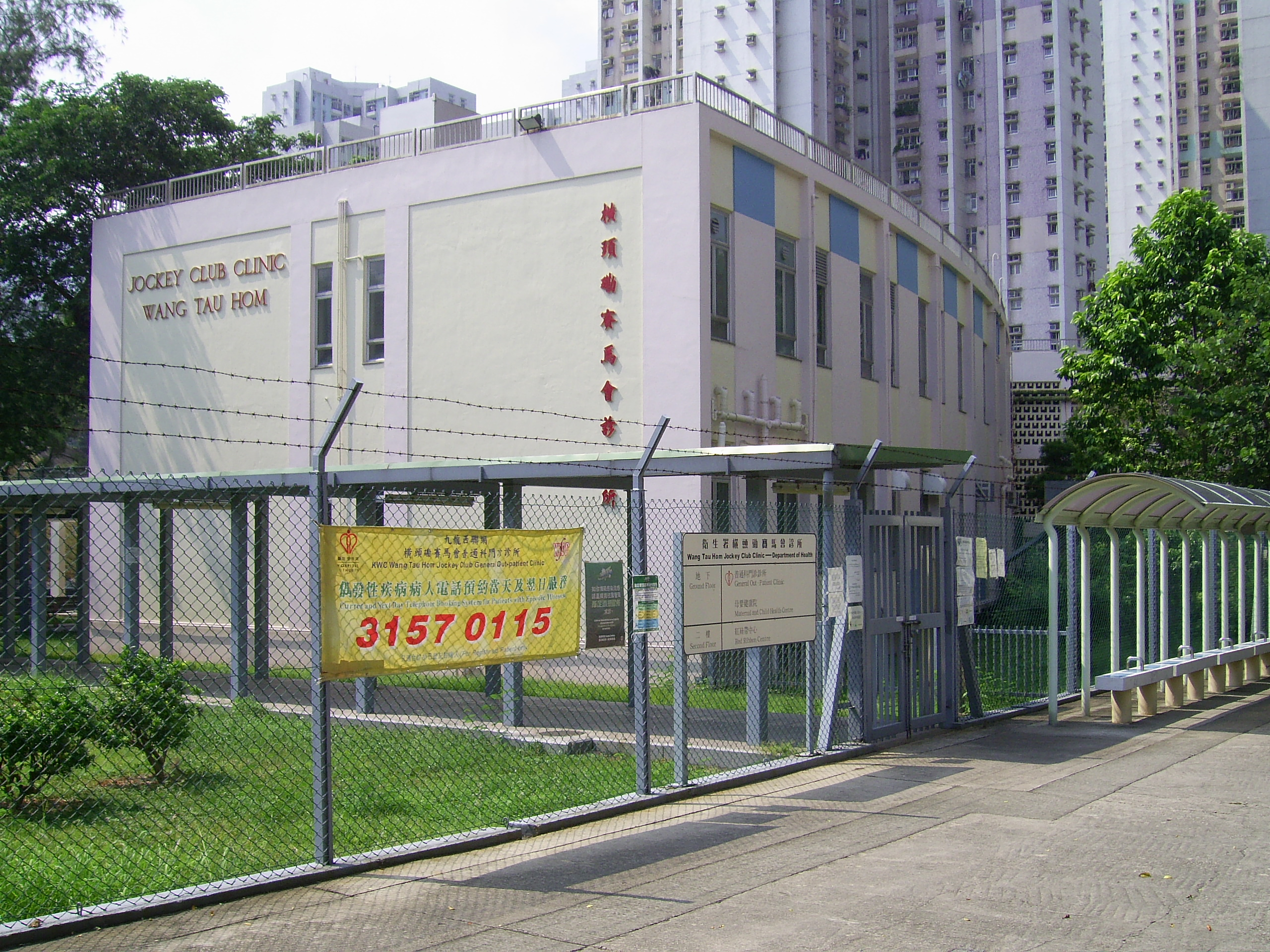
紅絲帶中心總部位於橫頭磡賽馬會診所

紅絲帶中心由愛滋病信託基金撥款資助興建及由香港政府衛生署愛滋病服務組負責管理。 
- 1996年12月，該中心開始投入服務。
- 1997年3月，成立紅絲帶中心管理諮詢委員會。 該委員會成員來自社會各界不同的專業人士，負責在預防愛滋病及推廣健康服務上提供意見及監察。
- 1997年5月30日，由當時港督彭定康宣佈該中心正式開幕。
- 1998年12月，衛生署與聯合國愛滋病規劃署達成協議，使紅絲帶中心成為聯合國愛滋病規劃署合作中心（專業支援）。
- 1999年6月12日，舉行了聯合國愛滋病規劃署合作中心的成立典禮。

## 使命及宗旨

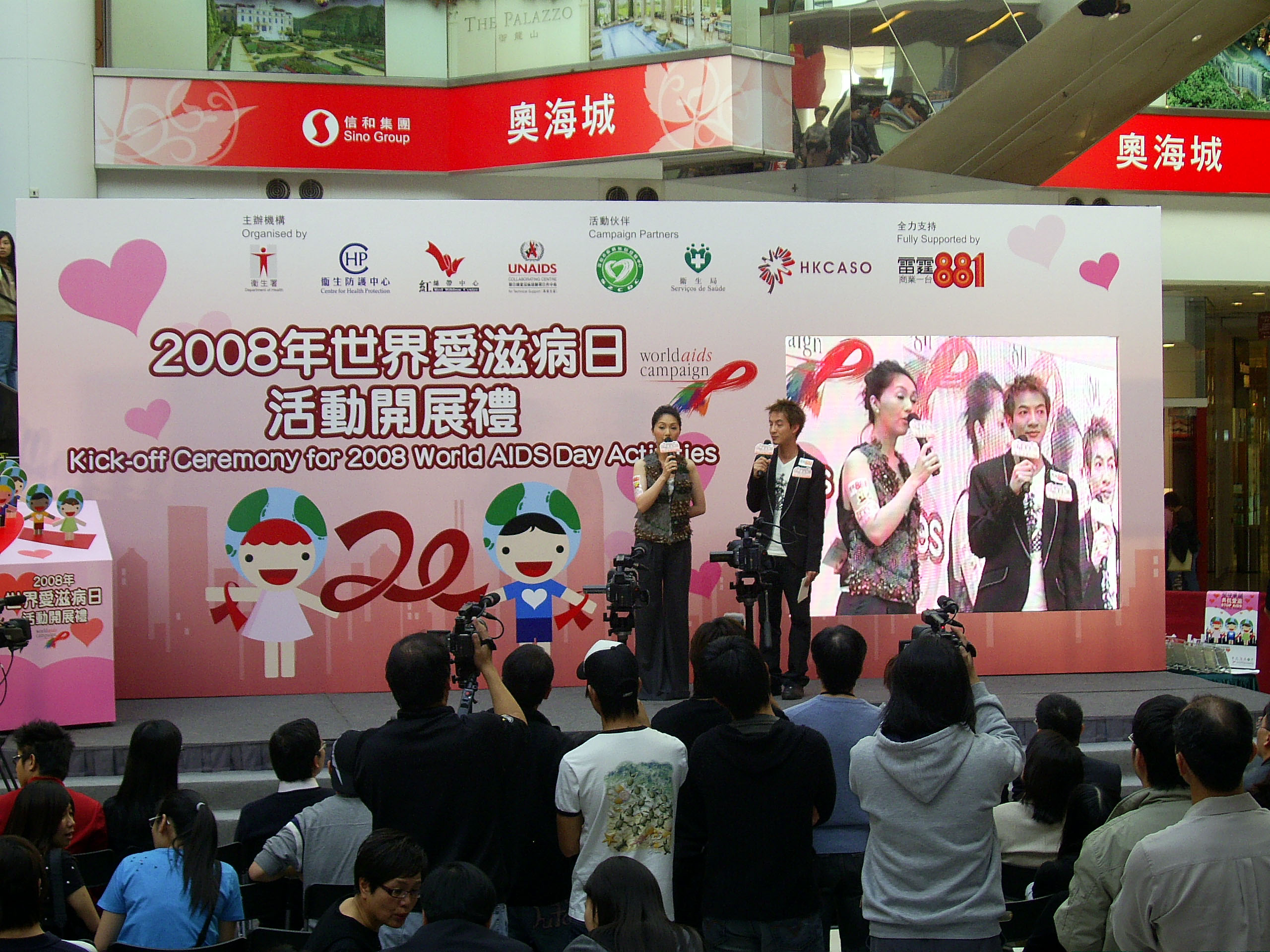
楊千嬅出席2008年世界愛滋病日活動開展禮

### 使命
紅絲帶中心的使命是「加強社會力量 引發迴響 正視愛滋病」。

### 宗旨
該中心的宗旨如下：- 
- 鼓勵社會人士參與愛滋病研究工作及推廣教育；
- 支援香港及鄰近國家／地區進行有關愛滋病的流行病學及社會行為學的研究；
- 加強及改善香港愛滋病推廣及教育活動的質素；
- 促進香港及外國在愛滋病防治上的合作。

## 管理諮詢委員會

香港藝人楊千嬅擔任 UNAIDS 特別代表

紅絲帶中心管理諮詢委員會於1997年3月成立，委員會成員是來自香港社會各階層的專業人士，就有關中心服務方面提供意見及擔當監察者的角色。

### 成員名單
任期由2018年4月1日至2021年3月31日
- 主席： 
  - 鄺淑真女士
- 委員： 
  - 陳志偉醫生
  - 陳家偉先生
  - 周鼎樑先生
  - 馮興宏先生，SBS
  - 唐大威先生，MH
  - 黃智偉先生
- 秘書： 
  - 彭明瀚先生

任期由2015年4月1日至2018年3月31日
- 主席： 
  - 陳立志醫生
- 委員： 
  - 陳家偉先生
  - 張玉梅女士
  - 朱牧華先生
  - 鄺淑真女士
  - 唐大威先生，MH
  - 黃加慶醫生，JP
- 秘書： 
  - 張文雯女士

## 服務
紅絲帶中心是一間資源中心，不會提供愛滋病治療服務。其服務包括：
- 愛滋病預防及健康推廣活動，例如醫護課程、工作坊、研討會、及考察團等活動 [2]；
- 收集世界各地愛滋病預防及護理的資訊，以供有關人士參考 [3]；
- 建立專業團隊，支援本地及海外愛滋病預防和護理工作；
- 與國內和海外的機構保持溝通，促進了解，交流經驗和合作；

紅絲帶中心為公眾人士、年青人和學生而製作有關愛滋病資訊的定期刊物包括：《愛滋病專訊》（每六個月出版）、《The Node》（每四個月出版，有中文繁、簡體及英文版本）、《滋心話集》（每六個月出版）、《紅絲帶》（每四個月出版）、《STD/AIDS Update》（監測季報，英文刊物）及《紅絲帶中心通訊》。

## 紅絲帶的意義

國際紅絲帶徽誌

### 起源
1991年美國紐約市一個藝術家團體「視覺愛滋病」（Visual AIDS）受當地市民為盼望遠赴戰場的親人平安回來而到處繫上黃絲帶的習俗所啟發；這群藝術家揀選代表激情、忿怒及愛的血紅色，創作了紅絲帶徽誌，以表達對愛滋病病毒感染者／愛滋病患者及其照顧者的關懷。

### 意義
紅絲帶是關懷愛滋病的國際性標誌，提醒人們對抗愛滋病的運動仍要努力。 紅絲帶代表一份聲明：「關心、關懷受愛滋病病毒感染的人士，並積極支持從事預防愛滋病工作的人士及機構」。

## 中心的徽誌

香港紅絲帶中心的徽誌

香港紅絲帶中心徽誌的設計者是一位愛滋病病毒感染者，他因輸入受污染的血製品而感染愛滋病病毒。他將傳統的紅絲帶變化成「天鳥般的紅絲帶」，成為紅絲帶中心的徽誌；其設計背後的理念是「天鳥般的紅絲帶，自由無束地在蔚藍的天空上任意飛翔，寓意一群愛滋病患者和關心他們的人士，不分領域和國界、種族和身份，共同攜手創造明天，達致友愛一家的天地。」。

## 外部連結
- 香港紅絲帶中心（官方網站） （页面存档备份，存于）
- 香港愛滋病網上辦公室（官方網站） （页面存档备份，存于）
- 香港特別行政區政府 衞生署 （页面存档备份，存于）
- 衛生署衛生防護中心 （页面存档备份，存于）
- 愛滋病信託基金委員會 （页面存档备份，存于）
- 關懷愛滋
- 聖約翰座堂「愛之家」諮詢及服務中心 （页面存档备份，存于）
- 香港愛滋病基金會 （页面存档备份，存于）